# Ksawery Błasiak
Ksawery Błasiak, pseud. Albert (ur. 17 lutego 1900 w Częstochowie, zm. 19 lutego 1947 w Łodzi) – żołnierz Armii Krajowej, członek Konspiracyjnego Wojska Polskiego i I adiutant jego dowódcy Stanisława Sojczyńskiego.
Był absolwentem Wydziału Kolejowego Instytutu Administracji Gospodarczej w Krakowie. Uczestniczył w wojnie obronnej 1939. Od 1943 był członkiem AK w Obwodzie Radomsko, w II połowie 1943 służył w oddziale Stanisława Sojczyńskiego, następnie został przesunięty do pracy terenowej. W 1944 brał udział w walkach 27 pułku piechoty AK na Kielecczyźnie. Po demobilizacji oddziałów AK w październiku 1944 ukrywał się. Od maja 1945 był członkiem tzw. baonu „Manewr” dowodzonego przez Stanisława Sojczyńskiego i dowódcą kompanii miejskiej działającej w Radomsku. Od grudnia 1945 był pierwszym adiutantem (w stopniu porucznika) Sojczyńskiego jako dowódcy Konspiracyjnego Wojska Polskiego, a równocześnie od stycznia do marca 1946 dowodził komendą powiatową KWP w Radomsku. 13 marca 1946 został przypadkowo zatrzymany, ale po dwóch tygodniach wypuszczono go w zamian za łapówkę. Ponownie zatrzymany 29 czerwca 1946, został w dniu 17 grudnia 1946 skazany na karę śmierci przez Wojskowy Sąd Rejonowy w Łodzi, a następnie rozstrzelany w dniu 19 lutego 1947. Miejsce jego pochówku pozostaje nieznane.